# Séro Diamanou
Séro Diamanou is een gemeente (commune) in de regio Kayes in Mali. De gemeente telt 23.300 inwoners (2009).
De gemeente bestaat uit de volgende plaatsen:
- Alamina
- Boudoutrou
- Diandioumbéra
- Gandega
- Kanddia
- Kontéla
- Kougnandji
- Madina
- Mahina
- Mamagnara
- Mello
- Missira
- Nayéla
- Noukoussiré
- Séro
- Sitakounady
- Soucouta
- Troun